# بيدرو أوبيانغ
بيدرو مبا أوبيانغ أفومو (بالإنجليزية: Pedro Mba Obiang Avomo)‏ هو لاعب كرة قدم إسباني في مركز الوسط ولد في يوم 27 مارس 1992 في مدينة ألكالا دي إيناريس في إسبانيا وهو من أصل غابوني غيني استوائي، يلعب حالياً مع نادي وست هام يونايتد وسبق له اللعب مع نادي سامبدوريا ويبلغ طوله 185 سم.

## روابط خارجية
- بيدرو أوبيانغ على موقع الاتحاد الأوربي (الإنجليزية)
- بيدرو أوبيانغ على موقع قاعدة بيانات كرة القدم.إي يو (الإنجليزية)
- بيدرو أوبيانغ على موقع ناشيونال فوتبول تيمز (الإنجليزية)
- بيدرو أوبيانغ على موقع Soccerbase.com (لاعب) (الإنجليزية)
- بيدرو أوبيانغ على موقع Soccerway.com (الإنجليزية)
- بيدرو أوبيانغ على موقع عالم كرة القدم.نت (الإنجليزية)
- بيدرو أوبيانغ على موقع AS.com (الإسبانية)